# Nuria Párrizas
Nuria Párrizas Díaz (Granada, 15 de julio de 1991) es una jugadora española de tenis profesional.
Ha ganado 2 títulos WTA 125, conseguidos en Bastad y en Columbus en 2021. Además, tiene 22 títulos individuales y 3 de dobles en el circuito ITF y su mejor ranking WTA individual data de marzo de 2022, cuando llegó a ser la 45 mejor raqueta del mundo.

## Trayectoria
Comenzó a jugar al tenis cuando tenía seis años por su abuela, a la que le gustaba este deporte. Empezó como un hobby en las escuelas deportivas de Armilla, donde su entrenador se fijó en ella y la animó a que entrenara más horas y todos los días; fue cuando recibió sus primeras clases profesionales en este deporte.
Hasta los 14 años entrenó en su ciudad natal. Con esa edad, la Federación Andaluza de Tenis le otorgó una beca para entrenar en sus instalaciones en Sevilla y competir por toda España en los torneos infantiles y cadetes.
A los 16 años empezó a disputar sus primeros torneos Futures, tanto a nivel nacional como internacional. Nuria dio un impulso a su carrera profesional y en la mayoría de edad se marchó a vivir y entrenar a Barcelona, en la Academia Hispano Francés, donde coincidió con las mejores jugadoras del mundo de su edad, incluida Carla Suárez.
No pudo estar más de un año en la ciudad condal debido a la falta de apoyos, por lo que Párrizas decidió volver a su Granada donde siguió entrenando y asistiendo a torneos de ITF, hasta los 22 años cuando se fue a entrenar a Italia, donde comenzó a jugar en equipos, pero una lesión en el hombro hizo que la carrera de esta tenista se viniera abajo en su mejor momento, cuando estaba entre las 300 mejores del mundo. A los 24 años, los médicos obligaron a Nuria a retirarse del tenis.
Parrizas no perdió la ilusión y consiguió recuperarse. Pese a no tener patrocinadores, se buscó la forma para competir y hacerlo a un gran nivel, ya que tras su vuelta, en 2017, ganó 5 torneos ITF y además juega en ligas de clubes en España (Stadium Casablanca), Italia (Rocco Polimeni) y Alemania (Esslingen).
En 2019, Nuria decidió volver a entrenar en Valencia para potenciar su carrera. Tuvo un buen año, aposentada ya en torneos de W25 y superiores del circuito ITF, dónde logró sumar 2 títulos de dicho nivel (los primeros de este nivel) y acercarse mucho al top200. 
En enero de 2020 llegaría el primer Grand Slam para Nuria después de años de batalla. Logró disputar la previa del Abierto de Australia.
En marzo de 2022 llegaría a las primeras semifinales de su carrera a nivel WTA cuando cayó derrotada en Monterrey, México.

## Títulos WTA 125s

### Individuales (4–1)
| Resultado | Fecha                    | Torneo    | Superficie    | Oponente        | Puntaje      |
| --------- | ------------------------ | --------- | ------------- | --------------- | ------------ |
| Campeona  | 10 de julio de 2021      | Bastad    | Tierra batida | Olga Govortsova | 6-2, 6-2     |
| Campeona  | 26 de septiembre de 2021 | Columbus  | Dura (i)      | Wang Xinyu      | 7-6 (2), 6-3 |
| Campeona  | 6 de enero de 2024       | Canberra  | Dura          | Harriet Dart    | 6-4, 6-3     |
| Finalista | 15 de septiembre de 2024 | Liubliana | Tierra batida | Jil Teichmann   | 6-7(8), 4-6  |
| Campeona  | 15 de junio de 2025      | Valencia  | Tierra batida | Louisa Chirico  | 7-5, 7-6 (9) |

### Dobles (0–1)
| Resultado | Fecha                    | Torneos  | Superficie | Pareja           | Oponentes               | Resultado |
| --------- | ------------------------ | -------- | ---------- | ---------------- | ----------------------- | --------- |
| Finalista | 25 de septiembre de 2021 | Columbus | Dura (i)   | Dalila Jakupović | Wang Xinyu Saisai Zheng | 1–6, 1–6  |

## Títulos ITF

### Individual (24)
| Torneos de $100,000 |
| Torneos de $80,000  |
| Torneos de $60,000  |
| Torneos de $25,000  |
| Torneos de $15,000  |
| Torneos de $10,000  |

| N.º | Fecha                    | Premio   | Torneo                      | Superficie    | Oponentes             | Resultado        |
| --- | ------------------------ | -------- | --------------------------- | ------------- | --------------------- | ---------------- |
| 1.  | 7 de julio de 2013       | $10,000  | Estambul, Turquía           | Dura          | Caroline Romeo        | 6-1, 6-2         |
| 2.  | 13 de octubre de 2013    | $10,000  | Maratón, Grecia             | Dura          | Jainy Scheepens       | 7-6(4), 2-6, 6-2 |
| 3.  | 20 de abril de 2014      | $10,000  | Sharm El Sheikh, Egipto     | Arcilla       | Elena-Teodora Cadar   | 6-0, 3-6, 6-3    |
| 4.  | 12 de octubre de 2014    | $10,000  | Sharm El Sheikh, Egipto     | Arcilla       | Vojislava Lukic       | 6-4, 6-3         |
| 5.  | 19 de octubre de 2014    | $10,000  | Sharm El Sheikh, Egipto     | Arcilla       | Marianna Zakarlyuk    | 6-2, 6-4         |
| 6.  | 3 de mayo de 2015        | $10,000  | Sharm El Sheikh, Egipto     | Arcilla       | Anastasia Grymalska   | 6-2, 6-4         |
| 7.  | 28 de junio de 2015      | $10,000  | Sharm El Sheikh, Egipto     | Arcilla       | Sandra Samir          | 6-1, 6-3         |
| 8.  | 18 de septiembre de 2016 | $10,000  | Madrid, Spain               | Dura          | Jacqueline Cabaj Awad | 7-6(5), 6-3      |
| 9.  | 25 de septiembre de 2016 | $10,000  | Madrid, España              | Dura          | Cristina Bucșa        | 6-4, 3-6, 7-5    |
| 10. | 2 de abril de 2017       | $15,000  | Óbidos, Portugal            | Carpet        | Eden Silva            | 6-4, 6-3         |
| 11. | 10 de septiembre de 2017 | $15,000  | El Cairo, Egipto            | Arcilla       | Victoria Kan          | 6-4, 6-1         |
| 12. | 25 de septiembre de 2017 | $15,000  | Madrid, Spain               | Dura          | Rebeka Masarova       | 6-4, 4-6, 6-2    |
| 13. | 8 de octubre de 2017     | $15,000  | Lisboa, Portugal            | Dura          | Romy Koelzer          | 2-6, 7-5, 7-5    |
| 14. | 5 de noviembre de 2017   | $15,000  | Sharm El Sheikh, Egipto     | Dura          | Sandra Samir          | 7-5, 3-6, 7-6(3) |
| 15. | 18 de agosto de 2019     | $25,000  | Las Palmas, España          | Arcilla       | Cagla Buyukakcay      | 7-5, 3-6, 7-6(3) |
| 16. | 21 de septiembre de 2019 | $25,000  | Roehampton, Gran Bretaña    | Dura          | Anna-Lena Friedsam    | 6-2, 5-7, 7-5    |
| 17. | 27 de diciembre de 2020  | $15,000  | Monastir, Túnez             | Dura          | Aubane Droguet        | 6–3, 6–0         |
| 18. | 14 de febrero de 2021    | $25,000  | Potchefstroom, Sudáfrica    | Dura          | Anna Bondár           | 6–1, 4–6, 6–2    |
| 19. | 21 de febrero de 2021    | $25,000  | Potchefstroom, Sudáfrica    | Dura          | Carol Zhao            | 6–3, 6–0         |
| 20. | 7 de marzo de 2021       | $25,000  | Manacor, España             | Dura          | Marina Bassols        | 6–2, 6–1         |
| 21. | 6 de junio de 2021       | $25,000  | Grado, Italia               | Dura          | Nuria Brancaccio      | 6–3, 5–7, 6–2    |
| 22. | 15 de agosto de 2021     | $100,000 | Landisville, Estados Unidos | Dura          | Greet Minnen          | 7–66, 4–6, 7–67  |
| 23. | 4 de agosto de 2024      | $100,000 | Gran Canaria, España        | Tierra batida | Andrea Lázaro         | 6-4, 6-3         |
| 24. | 18 de agosto de 2024     | $100,000 | Cary, Estados Unidos        | Dura          | Renata Zarazúa        | 6-3, 3-6, 7-6    |

### Dobles (3)
| Torneos de $100,000 |
| Torneos de $75,000  |
| Torneos de $50,000  |
| Torneos de $25,000  |
| Torneos de $15,000  |
| Torneos de $10,000  |

| N.º | Fecha                   | Premio  | Torneo             | Superficie    | Pareja             | Oponentes                         | Resultado |
| --- | ----------------------- | ------- | ------------------ | ------------- | ------------------ | --------------------------------- | --------- |
| 1.  | 9 de junio de 2012      | $10,000 | Amarante, Portugal | Dura          | Ivette Lopez       | Olga Brozda Natalia Kolat         | w/o       |
| 2.  | 17 de noviembre de 2013 | $10,000 | Sant Jordi, España | Dura          | Sowjania Bavisetti | Lucia Cervera Vazquez Barbara Luz | 7-5, 6-4  |
| 3.  | 29 de abril de 2018     | $15,000 | El Cairo, Egipto   | Tierra batida | Dominique Karregat | Madeleine Kobelt Shelby Talcott   | 6-2, 6-4  |